# Route nationale 641
Die Route nationale 641, kurz N 641 oder RN 641, war eine französische Nationalstraße, die von 1933 bis 1973 zwischen Seyches und einer Straßenkreuzung mit der ehemaligen Nationalstraße 113 nördlich von Tonneins verlief. Ihre Länge betrug 16 Kilometer.